# Макау (Клуж)
Макау (рум. Macău) насеље је у Румунији у округу Клуж у општини Агирешу. Oпштина се налази на надморској висини од 469 m.

## Становништво
Према подацима из 2002. године у насељу је живело 664 становника.

### Попис2002.
| Расподела становништва по националности 2002.‍ | Расподела становништва по националности 2002.‍ | Расподела становништва по националности 2002.‍ | Расподела становништва по националности 2002.‍ | Расподела становништва по националности 2002.‍ |
| --------------------------------------------- | --------------------------------------------- | --------------------------------------------- | --------------------------------------------- | --------------------------------------------- |
|                                               |                                               |                                               |                                               |                                               |
| Румуни                                        | Румуни                                        |                                               | 30                                            | 4,5%                                          |
| Мађари                                        | Мађари                                        |                                               | 634                                           | 95,5%                                         |